# Jeremy Mould
Jeremy Mould (Bristol, Inglaterra, 31 de julho de 1949) é um astrônomo britânico.
Mould é professorial fellow da Universidade de Melbourne e trabalhou no National Optical Astronomy Observatories em Tucson, Arizona, Estados Unidos.
Recebeu em 2009 o Prêmio Gruber de Cosmologia, juntamente com Wendy Freedman e Robert Kennicutt, pela determinação da Constante de Hubble.